# Campeonato Equatoriano de Futebol de 2023 – Segunda Divisão
A LigaPro Bet593 Série B de 2023 foi a 46.ª edição da Série B, competição masculina equivalente à segunda divisão do futebol profissional equatoriano e a 5.ª como LigaPro.
O torneio foi organizado e dirigido pela Liga Profissional de Futebol do Equador (LigaPRO) e concede duas vagas para a LigaPro Série A (primeira divisão) de 2024. Começou em 21 de março e terminou em 26 de outubro.
O título foi definido na 33ª rodada [o acesso veio na 31ª rodada]: o Macará garantiu o troféu matematicamente, beneficiado pelo empate entre 9 de Octubre e Imbabura, únicos clubes que ainda poderiam alcançá-lo na classificação.  Foi a 5ª conquista dos celestes na segunda divisão do Campeonato Equatoriano. Além do campeão, o vice-campeão Imbabura também foi promovido à Série A da LigaPro.
O Búhos ULVR foi o primeiro clube rebaixado à terceira divisão de 2024 com duas rodadas de antecedência, após ser derrotado pelo Cuniburo por 3–0, no estádio Los Chirijos, em Milagro. Na última rodada, o América de Quito definiu a relação de clubes rebaixados com uma vitória ante o Chacaritas (3–1), no Estádio Olímpico Atahualpa, em Quito.

## Visão geral
| Nome oficial do campeonato | LigaPro Bet593 Série B de 2023                    |
| Organizadora               | Liga Profissional de Futebol do Equador (LigaPRO) |
| Patrocinador               | bet593                                            |
| Datas                      | 21 de março — 25 de outubro                       |

## Regulamento
A divisão prata do futebol colombiano é constituída por dez equipes e contará com fase única de quatro turnos (dois de ida e dois de volta). O sistema adotado é o de pontos corridos, onde as equipes recebem 3 pontos por vitória, 1 por empate e nenhum em caso de derrota. Cada time fará 36 jogos, sendo 18 jogos como mandante e outros 18 como visitante.

### Promoção
Ao final das 36 rodadas, a equipe que terminar na primeira posição será a declarada campeã e obterá sua vaga na divisão de elite de 2024, junto com o vice-campeão.

### Rebaixamento
Quanto à parte inferior da classificação, os dois últimos colocados caem automaticamente para a terceira divisão de 2024.

### Critérios de desempate
Em caso de empate em pontos ganhos entre 2 (dois) ou mais clubes, o desempate, para efeito de classificação final, será efetuado observando-se os critérios abaixo:
1. Melhor saldo de gols;
2. Mais gols pró (marcados);
3. Mais gols pró (marcados) como visitante;
4. Melhor desempenho no confronto direto;
5. Sorteio.[2]

## Classificação
- Atualizado até 26 de outubro de 2023.

| Pos. | Equipes               | P  | J  | V  | E  | D  | GP | GC | SG  |
| ---- | --------------------- | -- | -- | -- | -- | -- | -- | -- | --- |
| 1º   | Macará                | 64 | 36 | 18 | 10 | 8  | 47 | 34 | 13  |
| 2º   | Imbabura              | 58 | 36 | 15 | 13 | 8  | 58 | 43 | 15  |
| 3º   | Cuniburo              | 55 | 36 | 14 | 13 | 9  | 54 | 39 | 15  |
| 4º   | Manta                 | 52 | 36 | 14 | 10 | 12 | 39 | 37 | 2   |
| 5º   | Independiente Juniors | 51 | 36 | 13 | 12 | 11 | 40 | 40 | 0   |
| 6º   | 9 de Octubre          | 44 | 36 | 12 | 8  | 16 | 48 | 48 | 0   |
| 7º   | Vargas Torres         | 44 | 36 | 10 | 14 | 12 | 27 | 34 | −7  |
| 8º   | Chacaritas            | 43 | 36 | 12 | 7  | 17 | 44 | 47 | −3  |
| 9º   | América de Quito      | 43 | 36 | 11 | 10 | 15 | 46 | 58 | −12 |
| 10º  | Búhos ULVR            | 30 | 36 | 5  | 15 | 16 | 30 | 53 | −23 |

|  | 0Campeão da segunda divisão. Promovido para a primeira divisão de 2024 |
|  | 0Promovido para a primeira divisão de 2024                             |
|  | 0Rebaixados para a terceira divisão de 2024                            |

| Fonte: LegaPRO (em castelhano) — Soccerway (em português) |

## Premiação
| LigaPro Bet593 Série B de 2023 Segunda Divisão do Campeonato Equatoriano de Futebol |
| ----------------------------------------------------------------------------------- |
| Club Deportivo Macará Campeão (5° título da segunda divisão)                        |